# Сиссоко, Фили Дабо
Фили Дабо Сиссоко (фр. Fily Dabo Sissoko; 15 мая 1900, Горокото, Французский Судан (ныне округ Бафулабе, область Каес, Мали) — 30 июня 1964, Кидаль) — малийский политик, государственный и общественный деятель, писатель
 и поэт. Один из самых влиятельных политических лидеров Мали до обретения независимости, видный деятель доктрины Негритюд.

## Биография
Родился в семье кантонального вождя народа Хасонке. Образование получил в элитном высшем учебном заведении — педагогическом институте им. Уильяма Понти (1928) на о. Горе в Сенегале.
Учительствовал в Бафулабе, пока не сменил своего отца. В 1933 году был назначен кантональным вождём. Принимал участие во французской политике, поддерживал Народный фронт Франции в 1930-х годах, в годы Второй мировой войны — движение Сопротивление в Франции. После окончания войны был награждён французской медалью Сопротивления.
В 1945 году был избран депутатом Французского Судана в Учредительное собрание Франции. В 1946, 1951 и 1956 годах — депутат от Судана в Национальное собрание Франции.
Назначен заместителем государственного секретаря по промышленности и торговле правительства Р. Шумана (5-11 ноября 1948).
В 1946—1959 годах — основатель и лидер консервативной Суданской прогрессивной партии. Активно выступал против социалистической политической программы партии Суданский союз — Африканское демократическое объединение Модибо Кейта, будущего первого президента и главы правительства Республики Мали (1960—1968).
Был арестован и обвинён в подстрекательстве к мятежу. За попытку дестабилизировать государство приговорён к смертной казни. Казнь позже была заменена пожизненным заключением. Отбывал приговор в тюрьме Кидаля, где в 1964 году умер при невыясненных обстоятельствах.

## Творчество
Один из основоположников малийской литературы. Участвовал в формировании малийской культурной самобытности, опираясь на различные этнические и устные литературные традиции. Писал на французском языке.
Автор очерков «Африканцы и культура» (1950), «Карандаши и портреты» (1953), сборника политических стихов «Хармакис» (1955), сборника «Поэзия Черной Африки» (1963), исторического романа «Страсть Джиме» (1956).
Наиболее значительное его произведение — повесть «Красная саванна» (1962) имеет антиколониальную направленность. Собиратель фольклора (книга «Африканская мудрость, изречения и пословицы Малинке», 1955).

## Избранная библиография
- 1936 : La Politesse et la civilité des Noirs (эссе)
- 1950 : Les Noirs et la culture : Introduction aux problèmes de l’évolution des peuples noirs (эссе)
- 1953 : Crayons et portraits (поэзия)
- 1953 : Harmakhis, poèmes du terroir africain
- 1955 : Sagesse noire, sentences et poèmes malinkés (поэма)
- 1955 : La passion de Djimé (роман)
- 1957 : Coup de sagaie, controverse sur l’Union française (эссе)
- 1959 : Une page est tournée (эссе)
- 1962 : La savane rouge
- 1963 : Poèmes de l’Afrique noire (сборник стихов)
- 1970 : Les Jeux de destin (поэзия)
- 1970 : Au-dessus des nuages de Madagascar au Kenya (поэзия)